# Osteobrama
Osteobrama is een geslacht van straalvinnige vissen uit de familie van karpers (Cyprinidae).

## Soorten
- Osteobrama alfredianus (Valenciennes, 1844)
- Osteobrama bakeri (Day, 1873)
- Osteobrama belangeri (Valenciennes, 1844)
- Osteobrama bhimensis Singh & Yazdani, 1992
- Osteobrama feae Vinciguerra, 1890
- Osteobrama neilli (Day, 1873)
- Osteobrama vigorsii (Sykes, 1839)